# Dead Soul
Dead Soul («Alma Muerta» en español) es el segundo álbum de estudio de la banda de thrash y death metal, Criminal el cual fue lanzado en 1997 con el sello discográfico Inferno Records y que contó con la producción de Vincent Wojno quien ya había trabajado junto a bandas connotadas como Kreator y Machine Head.
Hasta el día de hoy se considera como el mejor disco que ha sacado la banda.
Se vendieron más de 10 000 copias solo en Chile por lo que Metal Blade Records se encargó de publicar el disco en los Estados Unidos y Europa, obteniendo notables críticas por parte de prestigiosas revistas expertas en la materia tales como Rock Hard de Alemania y la norteamericana Metal Maniacs.
El disco fue estrenado en Santiago de Chile con un concierto en el que compartieron escena con Napalm Death, destacando el momento en que Mitch Harris (N.D) sube para tocar «Demoniac Possession» de Pentagram junto a Criminal.
La gira de promoción abarcó países como Argentina, Perú, Uruguay, Venezuela y Colombia, donde se presentaron en el festival Rock al parque frente a 50 mil personas.
Para los temas «Collide», «Victimized» y «Slave Masters» se realizaron videos clips que fueron difundidos en canales importantes de televisión.  

## Lista de temas
Todas las canciones escritas y compuestas por Criminal. 
| N.º | Título                | Duración |  |
| 1.  | «Denial»              | 3:00     |  |
| 2.  | «Scapegoat»           | 3:11     |  |
| 3.  | «Collide»             | 3:04     |  |
| 4.  | «Terror»              | 2:31     |  |
| 5.  | «Life is Agony»       | 4:36     |  |
| 6.  | «No Salvation»        | 3:15     |  |
| 7.  | «Victimized»          | 3:01     |  |
| 8.  | «S.S.S»               | 2:43     |  |
| 9.  | «Hijos de la miseria» | 4:36     |  |
| 10. | «Slave Masters»       | 2:21     |  |
| 11. | «Nation of Hate»      | 3:01     |  |
| 12. | «Guilt»               | 4:48     |  |

## Integrantes
- Anton Reisenegger: Guitarra, Voz
- Juan Francisco Cueto: Bajo
- Rodrigo Contreras: Primera Guitar
- Jimmy Ponce: Batería